# Тајландски центар за развој заједнице
Тајландски центар за развој заједнице (скраћено Thai CDC од назива на енглеском језику Thai Community Development Center) је непрофитна невладина организација у Лос Анђелесу у Калифорнији која помаже Тајланђанима и другим имигрантима.

## Историјат
Тајландски центар за развој заједнице је основала Чанчанит Марторел 13. априла 1994. године са идејом да сви народи имају основно право на пристојан животни стандард и квалитет живота. Од свог оснивања, Тајландски центар се бавио потребама тајландских и других имиграната у неповољном положају суочених са исподстандардним условима становања и недостатком приступа основним здравственим услугама, образовању и могућностима запошљавања.

## Мисија
Мисија Тајландског центра за развој заједнице је „да унаприједи социјално и економско благостање Тајланђана са ниским и умјереним приходима и других етничких заједница у ширем подручју Лос Анђелеса кроз свеобухватну стратегију развоја заједнице, укључујући заговарање људских права, приступачно становање, приступ на здравствену заштиту, промоцију малих предузећа, оснаживање сусједства и социјално предузетништво.“

## Основни програми и услуге

### Приступачно становање

#### Развој
Тајландски центар за азвој заједнице је развио 106 јединица за појединце и породице са веома ниским и ниским примањима. Тајландски центар је 1997. године завршио историјску рехабилитацију реномираних апартмана Халифакс у Холивуду у партнерству са профитним градитељем у власништву жена и мањина, Организацијом за оснаживање сусједства (енгл. Organization for Neighborhood Empowerment Company, скраћено O.N.E.), претварајући 72 појединачне јединице у 46 приступачне јединице за породично становање. Тајландски центар, у партнерству са Little Tokyo Service Center Community Development Corporation (LTSC CDC), непрофитном организацијом из Лос Анђелеса, завршио је развој 60 јединица приступачног становања за старије особе, Palm Village Senior Housing, у марту 2008. године.

#### Програм стамбеног савјетовања
Тајландски центар је пружао помоћ при наплати имовине власницима кућа у проблемима у августу 2008. године током кризе која је настала као резултат економске кризе. Тајландски центар је у августу 2010. године постао савјетодавна агенција коју је одобрило локално Одјељење за становање и урбанизам (енгл. Department of Housing and Urban Development). Поред услуга савјетовања један на један који су понуђени, Програм стамбеног савјетовања користи и за пружање радионица за хипотеку и рјешавање неизмирених обавеза и радионице за поправку кредита за тајландску заједницу.

#### Финансијска едукација
Тајландски центар за развој заједнице пружа низ радионица о финансијском образовању за власнике кућа или оне који први пут купују кућу. Теме радионице укључују финансијске институције, порезе, плате и буџет.

### Промоција малих предузећа

#### Програм за мала предузећа азијско-пацифичких острва
Тајландски центар за развој заједнице је суоснивач Програма малог бизниса за азијско-пацифичке острвљане (енгл. Asian Pacific Islander Small Business Program, скраћено API SBP). Формиран 1999. године, API SBP је конзорцијум пет најдуговјечнијих организација у заједници азијских и пацифичких острва у Лос Анђелесу који укључује Тајландски центар за развој заједнице, Центар за младе и заједницу у Корејском граду, Услужни центар Кинеске четврти, Центар за развој заједнице у Малом Токију Корпорација и Удружене Тражите да укључите филипинске Американце. Његова сврха је да помогне малим и углавном азијским имигрантским предузећима у Лос Анђелесу нудећи бесплатне услуге развоја пословања, савјетовање и општу техничку помоћ власницима малих предузећа и предузетницима који су заинтересовани да започну, расту или прошире своје пословање. Поред тога, програм помаже малим предузећима у областима приступа капиталу и кредитима, структурирања пословања, маркетинга, дозвола и лиценцирања, пореза, рачуноводства и пословних планова.

#### Програм обуке за предузетништво
Програм обуке за предузетништво (енг. The Entrepreneurship Training Program, скраћено ETP) је петонедељни викенд курс за говорнике тајског језика који су заинтересовани да започну бизнис у САД. Тајландски центар за развој заједнице нуди ЕТП од 1995. ЕТП пружа информације о развоју, отварању и вођењу пословања. Обухваћене теме укључују израду пословног плана, лиценце и дозволе, значај кредита, пословна правна питања и приступ капиталу.

### Социјално предузетништво

#### Пијаца у Тај Таун-у
Пијаца у Тај Таун-у је јавно тржиште које предузетницима пружа могућности за мала предузећа, отвара стална радна мјеста и помаже појединцима са ниским примањима да постану економски самодовољни. Представљајући први комерцијални подухват Тајландског центра за развој заједнице, Пијаца у Тај Таун-у, који ће се налазити на станици метроа Холивуд/Вестерн Редлине на улазу у Тај Таун-у, дизајниран је да буде пословни инкубатор друштвених предузећа у области источног Холивуда.

### Оснаживање сусједства

#### Развој тајландског града (Тај Таун)
Године 1999. Градско вијеће Лос Анђелеса званично је прогласило први тајландски град на свијету. Након седмогодишње дуготрајне кампање коју је водио Тајландски центар за развој заједнице, тајландска заједница је 27. октобра 1999. године освојила град Лос Анђелеса за тајландски град у Источном Холивуду.
Циљ Тај Тауна је да искористи културни туризам као средство за економски развој у Источном Холивуду. Одређивање Тајландског града такође признаје историју тајландске заједнице и њен допринос привреди и културним и друштвеним влакнима града. Тајландски град је облик оснаживања заједнице јер је помогао да се успостави тајландски идентитет унутар разноликости Лос Анђелеса. Од именовања, Тајландски центар за развој заједнице је наставио да сарађује са заинтересованим странама у заједници на пројектима који имају за циљ постизање циљева уљепшавања заједнице, очувања културе и ревитализације сусједства.
Тајландски град је сада у зони обећања коју је председник Обама одредио на савезном нивоу.

#### Коалиција за сусједство за очување Америке азијско-пацифичких острва
У 2008. години, Тајландски центар за развој заједнице је проширио своје партнерство са четири заједнице азијско-пацифичких острва (АПИ) у Лос Анђелесу како би остварио националну ознаку Бијеле куће свих пет АПИ градова као сусједство очувања Америке. Остали АПИ градови укључују Кинеску четврт, Мали Токио, Историјску филипинску четврт и Корејску четврт. Заједно, пет заједница су формирале Коалиција за сусједство за очување Америке азијско-пацифичких острва (енгл. Asian Pacific Islander Preserve America Neighborhood Coalition). Тајландски град је 2008. године од Бијеле куће званично прогласен насељем од посебног значаја (енгл. Preserve America neighborhood). Ова савезна иницијатива подстиче напоре заједнице да очува и ужива своје национално и културно насљеђе.

#### Тајландски новогодишњи фестивал Сонгкран
Кооснивач је тајландски центар за развој заједнице, а одржава се прве недјеље у априлу и настао 2004. године, фестивал привлачи око 100.000 људи годишње. Сонгкран фестивал је дан тајландске културе, хране и забаве на улицама тајландског града на Холивудском булевару између Западне и Нормандијске авеније. Преко 200 штандова продаје тајландску храну, пиће, свилу, сребро, керамику, лак, накит, биљке, цвијеће, грнчарију и рукотворине. Људи такође могу да учествују у традиционалном обреду освјећивање воде.

#### Пројекат садње дрвећа у Тај Тауну
Тајландски центар за развој заједнице је сарађивао са бившом Агенцијом за преуређење заједнице града Лос Анђелеса на имплементацији пројекта East Hollywood Streetscape 2010. године како би се побољшали тротоари, инсталирао дизајн тротоара и посадило дрвеће дуж Холивудског Булевара повећавајући крошњу за 60 процената.

#### Дани уљепшавања Тај Тауна
Тајландски центар за развој заједнице ради заједно са Ротари клубом Тајландског града на организовању мјесечних догађаја чишћења Тај Тауна.

#### Пројекат капије Апсонси Тај Таун-а
Тајландски центар за развој заједнице је поставио четири статуе анђела назване "апсонси" које стоје на четири угла Тај Тауна као симболични чувари тајландског културног и комерцијалног коридора.  Прве двије су постављене 2007. године. Последње двије су постављене 2012. године. Тајландске статуе анђела поздрављају локално становништво и посјетиоце Тај Тауна са својих позиција на западним и источним улазима у округ на Холивуд булевару. Апсонси је митска фигура полужене, пола лава. У древној тајландској литератури вјерује се да је апсонси заштитник и заштита од штете. Анђели су изабрани за капију јер имена града Бангкока и града Лос Анђелеса значе "град анђела".

#### Пројекат постављања Кинара лампи у Тај Тауну
Пројекат споменика града пријатељства у Тајланду Кинара је пројекат Тајландског центра за развој заједнице и Краљевског генералног конзулата Тајланда у Лос Анђелесу. Инсталирани 2013. године, ови митски стубови полу-човјека, полу-птице могу се наћи у срцу Тај Тауна.

#### Сертификована фармерска пијаца у Источном Холивуду
Тржиште сертификованих пољопривредника у Источном Холивуду је створио Тајландски центар за развој заједнице 2012. године како би побољшао приступ свјежем и приступачном локално узгојеном воћу и поврћу и подстакао здраво понашање међу сиромашним и рањивим популацијама у Источном Холивуду.

### Оснаживање заједнице

#### Развој оријентисан на транзит
Тајландски центар за развој заједнице је дио Алијансе за транзит ЛА у заједници (АЦТ-ЛА) која настоји да обнови ЛА ангажујући гласове заједнице који су често искључени из дискусија о развоју. Тајландски центар за развој заједнице се фокусира на развој оријентисан на транзит (ТОД) у Источном Холивуду, насељен високим процентом домаћинстава рођених у иностранству. Тајландски центар за развој заједнице се бави питањем праведног ТОД-а још прије него што је црвена линија метроа почела да се гради 1999. године.

#### Едукација и регистрација бирача
Тајландски центар за развој заједнице се бави едукацијом и регистрацијом бирача како би подигао свијест заједнице о важности гласања и грађанског ангажовања и повећао учешће бирача.

#### Иницијатива за планирање насеља Избор
У партнерству са Институтом за омладинску политику, Тајландски центар за развој заједнице ангажује заинтересоване стране у заједници у процесу планирања за ревитализацију холивудског насеља.

### Заговарање људских права

#### Пројекат иницијативе за права и искорјењивање ропства
Тајландски центар за развој заједнице покренуо је Иницијативу за права и искорјењивање ропства, (енгл. Slavery Eradication and Rights Initiative Project, скраћено SERI), иначе ријеч „сери“ значи „слобода“ на тајском језику, како би подигао свијест о трговини људима и модерном ропству у САД и да би добио обештећење и реституцију жртвама трговине људима. Први случај модерног ропства у САД откривен је након рације, заједничке акције савезних и државних власти, Тајландског центра за развој заједнице и органа за спровођење закона у Ел Монтеу у Калифорнији 1995. године. Случај је познат као случај тајландског ропства у фабрици одјеће у Ел Монтију.
Од тог случаја, Тајландски центар за развој заједнице је радио на још шест случајева који укључују преко 400 тајландских жртава трговине људима ради израде одјеће, рада у кући, сексуалне експлоатације, рада на заваривању и пољопривреде. Услуге Тајландског центра за развој заједнице проширују се на чланове њихових породица, који морају бити пресељени, културно оријентисани и вођени кроз сложену мрежу система како би им помогли да постигну пуну интеграцију у новој земљи након поновног уједињења, чиме се повећава број жртава које опслужује Тајландски центар за развој заједнице на преко 2.000.

### Услуге за породицу и дјецу, развој младих, правне услуге

#### Породични ресурсни центар у Холивуду
У партнерству са Институтом за омладинску политику, Тајландски центар за развој заједнице је водио Породични ресурсни центар у Холивуду (енгл. Hollywood Family Source Center, скраћено HFSC), нудећи лингвистички и културно компетентне социјалне услуге појединцима и породицама из Тајланда са ниским примањима који живе у Лос Анђелесу. У Породични ресурсни центар у Холивуду, Тајландски центар за развој заједнице обезбјеђује бесплатну припрему пореза на приход породицама са ниским примањима у оквиру своје помоћи Волонтерски порез на приход (енгл. Volunteer Income Tax Assistance, скраћено VITA) помажући породицама са ниским примањима да добију свој кредит за порез на зарађени приход.

#### Љетњи активистички тренинг
Основан 1993. године, Љетњи активистички тренинг (енгл. Summer Activist Training Program, скраћено SAT) пружио је младим Американцима поријеклом са азијских пацифичких острва прилику да проведу три и по дана учећи вриједне вјештине у организовању заједнице и кампањама директног дјеловања. Љетњи програм обуке за активисте спонзорише седам организација заједнице азијско-пацифичких острва у области Лос Анђелеса и има искусно особље из организација, коалиционих партнера и бивших студената.

#### ПрограмPromise Neighborhoods
У партнерству са Институтом за омладинску политику, Тајландски центар за развој заједнице обезбјеђује активности обогаћивања дјеце у Холивуду у оквиру едукативног програма Promise Neighborhoods како би се прекинуо циклус генерацијског сиромаштва и омогућио дјеци пут до успјеха кроз здравствену, социјалну и образовну подршку.

#### Правне услуге
Тајландски центар за развој заједнице пружа правне услуге у области имиграције, укључујући држављанство, породичне петиције и дозволе за условни отпуст и поновни улазак у САД.

#### Укључивање корисника у систем здравственог осигурања у Калифорнији
Тајландски центар за развој заједнице је сертификована агенција за упис у систем здравственог осигурања и може помоћи свима који испуњавају услове да се упишу у приступачни план здравственог осигурања.